# Обикновен комар
Обикновен комар (на латински: Culex pipiens) е вид двукрило насекомо от семейство Culicidae. Разпространени са повсеместно и притежават голямо епидемиологично значение. Дължината на тялото варира от 3 до 7 mm. Женските индивиди се хранят основно с кръв, а мъжките с нектар от цветни растения. Комарите от вида са преносители на различни заболявания при хората като японски енцефалит, менингит и при животните като птича малария.